# شهرستان واشینگتن (تنسی)
شهرستان واشینگتن، تنسی (به انگلیسی: Washington County, Tennessee) یک سکونتگاه مسکونی در ایالات متحده آمریکا است که در تنسی واقع شده‌است.

## خصوصیات
شهرستان واشینگتن ۸۵۴٫۷ کیلومترمربع مساحت دارد.